# Trumansburg
Trumansburg es una villa ubicada en el condado de Tompkins en el estado estadounidense de Nueva York. En el año 2000 tenía una población de 1581 habitantes y una densidad poblacional de 505,6 personas por km². Para el año 2024 aunmento a 1681 hab.

## Geografía
Trumansburg se encuentra ubicada en las coordenadas 42°32′26″N 76°39′36″O / 42.54056, -76.66000.

## Demografía
Según la Oficina del Censo en 2000 los ingresos medios por hogar en la localidad eran de $39 423, y los ingresos medios por familia eran $58 194. Los hombres tenían unos ingresos medios de $41 167 frente a los $26 429 para las mujeres. La renta per cápita para la localidad era de $22 773. Alrededor del 6,5 % de la población estaban por debajo del umbral de pobreza.